# Juliette Haigh
Juliette Haigh, född den 4 augusti 1982 i Hastings i Nya Zeeland, är en nyzeeländsk roddare.
Hon tog OS-brons i tvåa utan styrman i samband med de olympiska roddtävlingarna 2012 i London.